# Georgia ai Giochi della XXIX Olimpiade
La Georgia ha partecipato ai Giochi della XXIX Olimpiade di Pechino, svoltisi dall'8 al 24 agosto 2008, con una delegazione di 35 atleti.

## Medaglie
| Medaglia | Atleta              | Sport              | Evento                                |
| -------- | ------------------- | ------------------ | ------------------------------------- |
| Oro      | Manuchar Kvirkelia  | Lotta greco-romana | 74 kg maschile                        |
| Oro      | Irak'li Tsirek'idze | Judo               | 90 kg maschile                        |
| Oro      | Revaz Mindorashvili | Lotta libera       | 84 kg maschile                        |
| Bronzo   | Otar Tushishvili    | Lotta libera       | 66 kg maschile                        |
| Bronzo   | George Gogshelidze  | Lotta libera       | 96 kg maschile                        |
| Bronzo   | Nino Salukvadze     | Tiro               | Pistola 10 m aria compressa femminile |

## Atletica leggera
| Gara           | Atleta         | Batterie | Batterie | Quarti | Quarti | Semifinali | Semifinali | Finale | Finale |
| Gara           | Atleta         | Tempo    | Pos.     | Tempo  | Pos.   | Tempo      | Pos.       | Tempo  | Pos.   |
| -------------- | -------------- | -------- | -------- | ------ | ------ | ---------- | ---------- | ------ | ------ |
| 110 m ostacoli | David Ilariani | 13"75    | 6        | 13"74  | 8      |            |            |        |        |

| Gara           | Atleta              | Qualificazioni | Qualificazioni | Finale | Finale |
| Gara           | Atleta              | Misura         | Pos.           | Misura | Pos.   |
| -------------- | ------------------- | -------------- | -------------- | ------ | ------ |
| Getto del peso | Mariam Kevkhishvili | 15,99 m        | 30             |        |        |

## Beach volley

### Torneo maschile
La Georgia è stata rappresentata dalla coppia formata da Renato "Geor" Gomes e Jorge "Gia" Terceiro.

#### Prima fase
| 9 agosto  | 14:00 | Schacht - Slack | 2-0 (21-17, 21-19) | Geor - Gia         | Beach Volleyball Ground |
| 11 agosto | 13:00 | Ricardo-Emanuel | 2-0 (21-19, 21-17) | Geor - Gia         | Beach Volleyball Ground |
| 13 agosto | 14:00 | Geor - Gia      | 2-0 (21-14, 21-13) | Fernandes - Morais | Beach Volleyball Ground |

| posiz | squadra                     | G | W | P | Sv | Sp | Pf  | Ps  | Pts |
| ----- | --------------------------- | - | - | - | -- | -- | --- | --- | --- |
| 1     | Ricardo-Emanuel (Brasile)   | 3 | 3 | 0 | 6  | 0  | 126 | 88  | 6   |
| 2     | Schacht - Slack (Australia) | 3 | 2 | 1 | 4  | 2  | 115 | 102 | 5   |
| 3     | Geor - Gia (Georgia)        | 3 | 1 | 2 | 2  | 4  | 114 | 111 | 4   |
| 4     | Fernandes - Morais (Angola) | 3 | 0 | 3 | 0  | 6  | 72  | 126 | 3   |

#### Seconda fase
| Ottavi di finale     | Ottavi di finale | Ottavi di finale    | Ottavi di finale          | Ottavi di finale    | Ottavi di finale        |
| -------------------- | ---------------- | ------------------- | ------------------------- | ------------------- | ----------------------- |
| 16 agosto            | 11.00            | Geor - Gia          | 2-1 (19-21, 21-16, 15-13) | Doppler - Gartmayer | Beach Volleyball Ground |
| Quarti di finale     |                  |                     |                           |                     |                         |
| 18 agosto            | 11.00            | Nummerdor - Schuil  | 0-2 (19-21, 19-21)        | Geor - Gia          | Beach Volleyball Ground |
| Semifinale           |                  |                     |                           |                     |                         |
| 20 agosto            | 09.00            | Rogers - Dalhausser | 2-0 (21-11, 21-13)        | Geor - Gia          | Beach Volleyball Ground |
| Finale per il bronzo |                  |                     |                           |                     |                         |
| 22 agosto            | 09.00            | Geor - Gia          | 0-2 (15-21, 10-21)        | Ricardo-Emanuel     | Beach Volleyball Ground |

### Torneo femminile
Per la Georgia ha partecipato una coppia, formata da Cristine "Saka" Santanna e Andrezza "Rtvelo" Martins.

#### Prima fase
| 9 agosto  | 20:00 | Larissa - Ana Paula  | 2-1 (23-25, 21-17, 15-5)  | Saka - Rtvelo | Beach Volleyball Ground |
| 11 agosto | 19:00 | Cook - Barnett       | 2-0 (21-18, 21-12)        | Saka - Rtvelo | Beach Volleyball Ground |
| 13 agosto | 10:00 | Uryadova - Shiryaeva | 1-2 (21-10, 20-22, 12-15) | Saka - Rtvelo | Beach Volleyball Ground |

| posiz | squadra                       | G | W | P | Sv | Sp | Pf  | Ps  | Pts |
| ----- | ----------------------------- | - | - | - | -- | -- | --- | --- | --- |
| 1     | Cook - Barnett (Australia)    | 3 | 3 | 0 | 6  | 1  | 143 | 113 | 6   |
| 2     | Larissa - Ana Paula (Brasile) | 3 | 2 | 1 | 4  | 4  | 156 | 139 | 5   |
| 3     | Saka - Rtvelo (Georgia)       | 3 | 1 | 2 | 3  | 5  | 120 | 154 | 4   |
| 4     | Uryadova - Shiryaeva (Russia) | 3 | 0 | 3 | 3  | 6  | 140 | 157 | 3   |

Ripescaggio
| 14 agosto | 21.00 | Van Breedam - Mouha | 2-0 (21-13, 21-19) | Saka - Rtvelo | Beach Volleyball Ground |

## Ginnastica

### Ginnastica artistica
| Gara                    | Atleta         | Volteggio | Corpo libero | Cavallo con maniglie | Anelli | Parallele | Sbarra | Trave | Totale | Posizione | Finali  |
| ----------------------- | -------------- | --------- | ------------ | -------------------- | ------ | --------- | ------ | ----- | ------ | --------- | ------- |
| Qualificazioni maschili | Ilia Giorgadze | -         | 14,625       | -                    | -      | 15,125    | -      |       | 29,775 | 90        | nessuna |

### Trampolino
| Gara                 | Atleta        | Qualificazioni | Qualificazioni | Finale | Finale |
| Gara                 | Atleta        | Punti          | Pos.           | Punti  | Pos.   |
| -------------------- | ------------- | -------------- | -------------- | ------ | ------ |
| Trampolino femminile | Luba Golovina | 64,90          | 5              | 36,10  | 6      |

## Judo
| Gara    | Atleta               | Preliminari                      | Tabellone principale                    | Tabellone principale                     | Tabellone principale                   | Tabellone principale               | Tabellone principale               | Ripescaggi                         | Ripescaggi                       | Ripescaggi                            | Ripescaggi                        |
| Gara    | Atleta               | Preliminari                      | Sedicesimi                              | Ottavi                                   | Quarti                                 | Semifinali                         | Finale                             | 1º turno                           | Quarti                           | Semifinali                            | Finale                            |
| ------- | -------------------- | -------------------------------- | --------------------------------------- | ---------------------------------------- | -------------------------------------- | ---------------------------------- | ---------------------------------- | ---------------------------------- | -------------------------------- | ------------------------------------- | --------------------------------- |
| 60 kg   | Nestor Khergiani     |                                  | Dimitri Dragin (Francia) 0010-0101      |                                          |                                        |                                    |                                    | Gal Yekutiel (Israele) 0000-0001   |                                  |                                       |                                   |
| 66 kg   | Zaza Kedelashvili    |                                  | Miklós Ungvári (Ungheria) 0000-1000     |                                          |                                        |                                    |                                    |                                    |                                  |                                       |                                   |
| 73 kg   | David Kevkhishvili   |                                  | Sergiu Toma (Moldavia) 0021-0010        | Chol Su Kim (Corea del Nord) 0100-0111   |                                        |                                    |                                    |                                    |                                  |                                       |                                   |
| 81 kg   | Saba Gavashelishvili | João Neto (Portogallo) 0000-1010 |                                         |                                          |                                        |                                    |                                    |                                    |                                  |                                       |                                   |
| 90 kg   | Irak'li Tsirek'idze  |                                  | bye                                     | Hesham Mesbah (Egitto) 0010-0001         | Elxan Məmmədov (Azerbaigian) 1000-0000 | Ivan Pershin (Russia) 1002-0000    | Amar Benikhlef (Algeria) 0001-0000 |                                    |                                  |                                       |                                   |
| 100 kg  | Levan Zhorzholiani   |                                  | Peter Cousins (Gran Bretagna) 0010-0000 | Movlud Miraliyev (Azerbaigian) 0000-1010 |                                        |                                    |                                    | Hassane Azzoun (Algeria) 1001-0001 | Daniel Brata (Romania) 1001-0000 | Jang Sungho (Corea del Sud) 0021-0020 | Henk Grol (Paesi Bassi) 0000-0020 |
| +100 kg | Lasha Gujejiani      |                                  | Ricardo Blas Jr. (Guam) 0200-0001       | Daniel McCormick (Stati Uniti) 1000-0000 | Mohammad Reza Rodaki (Iran) 0011-0000  | Satoshi Ishii (Giappone) 0000-1011 |                                    |                                    |                                  |                                       | Teddy Riner (Francia) 0000-1011   |

## Lotta
| Gara  | Atleta               | Tabellone principale | Tabellone principale                         | Tabellone principale                     | Tabellone principale                        | Tabellone principale                         | Ripescaggi | Ripescaggi                           | Ripescaggi                     |
| Gara  | Atleta               | Sedicesimi           | Ottavi                                       | Quarti                                   | Semifinali                                  | Finale                                       | Quarti     | Semifinali                           | Finale                         |
| ----- | -------------------- | -------------------- | -------------------------------------------- | ---------------------------------------- | ------------------------------------------- | -------------------------------------------- | ---------- | ------------------------------------ | ------------------------------ |
| 55 kg | Besarion Gochashvili | bye                  | Petru Toarca (Romania) 3-0, 3-0              | Henry Cejudo (Stati Uniti) 3-1, 2-3, 0-3 |                                             |                                              |            | Radoslav Velikov (Bulgaria) 0-1, 1-2 |                                |
| 66 kg | Otar Tushishvili     | bye                  | Kazuhiko Ikematsu (Giappone) 4-1, 0-3, 1-0   | Serafim Barzakov (Bulgaria) 3-0, 2-0     | Ramazan Şahin (Turchia) 0-1, 1-3            |                                              |            |                                      | Geandry Garzon (Cuba) 3-0, 1-1 |
| 74 kg | Gela Saghirashvili   | bye                  | Augusto Midana (Guinea-Bissau) 1-0, 2-1      | Murad Hajdaraŭ (Bielorussia) 0-1, 0-1    |                                             |                                              |            |                                      |                                |
| 84 kg | Revaz Mindorashvili  | bye                  | Davyd Bichinashvili (Germania) 1-4, 2-0, 3-1 | Harutyun Yenokyan (Armenia) 2-0, 2-0     | Georgy Ketoev (Russia) 4-2, 7-3             | Yusup Abdusalomov (Tagikistan) 2-3, 3-0, 4-0 |            |                                      |                                |
| 96 kg | George Gogshelidze   | bye                  | Aleksey Krupnyakov (Kirghizistan) 1-0, 1-0   | Saeid Abrahimi (Iran) 3-0, 1-0           | Taimuraz Tigiyev (Kazakistan) 1-1, 1-0, 0-2 |                                              |            |                                      | Michel Batista (Cuba) 1-0, 4-0 |

| Gara  | Atleta             | Tabellone principale                    | Tabellone principale                    | Tabellone principale                     | Tabellone principale                 | Tabellone principale            | Ripescaggi | Ripescaggi | Ripescaggi |
| Gara  | Atleta             | Sedicesimi                              | Ottavi                                  | Quarti                                   | Semifinali                           | Finale                          | Quarti     | Semifinali | Finale     |
| ----- | ------------------ | --------------------------------------- | --------------------------------------- | ---------------------------------------- | ------------------------------------ | ------------------------------- | ---------- | ---------- | ---------- |
| 55 kg | Lasha Gogitadze    | bye                                     | Jiao Huafeng (Cina) 2-0, 2-0            | Roman Amoyan (Armenia) 1-4, 2-3          |                                      |                                 |            |            |            |
| 60 kg | David Bedinadze    | Armen Nazarian (Bulgaria) 1-1, 1-4, 0-5 |                                         |                                          |                                      |                                 |            |            |            |
| 74 kg | Manuchar Kvirkelia | bye                                     | Christophe Guenot (Francia) 5-0, 5-0    | Konstantin Schneider (Germania) 3-0, 5-0 | Peter Bacsi (Ungheria) 2-1, 2-5, 3-0 | Chang Yongxiang (Cina) 7-0, 3-0 |            |            |            |
| 84 kg | Badri Khasaia      | bye                                     | Nazmi Avluca (Turchia) 0-4, 1-1         |                                          |                                      |                                 |            |            |            |
| 96 kg | Ramaz Nozadze      | bye                                     | Theodoros Tounousidis (Grecia) 1-1, 2-2 | Marek Švec (Rep. Ceca) 1-1, 1-1, 1-2     |                                      |                                 |            |            |            |

## Nuoto
| Gara                        | Atleta              | Batterie | Batterie | Semifinali | Semifinali | Finale | Finale |
| Gara                        | Atleta              | Tempo    | Pos.     | Tempo      | Pos.       | Tempo  | Pos.   |
| --------------------------- | ------------------- | -------- | -------- | ---------- | ---------- | ------ | ------ |
| 200 m stile libero maschili | Irak'li Tsirek'idze | 1'53"60  | 53       |            |            |        |        |
| 100 m rana femminili        | Anna Salnikova      | 1'21"70  | 48       |            |            |        |        |

## Pugilato
| Gara        | Atleta           | Sedicesimi                           | Ottavi                            | Quarti | Semifinali | Finale |
| ----------- | ---------------- | ------------------------------------ | --------------------------------- | ------ | ---------- | ------ |
| Pesi piuma  | Nikoloz Izoria   | Thato Batshegi (Botswana) 14-4       | Shahin Imranov (Azerbaigian) 9-18 |        |            |        |
| Pesi welter | Kakhaber Zhvania | Demetrius Andrade (Stati Uniti) 9-11 |                                   |        |            |        |

## Sollevamento pesi
| Gara   | Atleta           | Strappo | Strappo | Slancio      | Slancio      | Totale       | Posizione    |
| Gara   | Atleta           | Ris.    | Pos.    | Ris.         | Pos.         | Totale       | Posizione    |
| ------ | ---------------- | ------- | ------- | ------------ | ------------ | ------------ | ------------ |
| 85 kg  | Rauli Tsirekidze | 143     | 7       | non concluso | non concluso | non concluso | non concluso |
| 94 kg  | Arsen Kasabiev   | 176     | 7       | 223          | 3            | 399          | 4            |
| 105 kg | Albert Kuzilov   | 182     | 7       | 227          | 4            | 409          | 6            |

## Tiro
| Gara                        | Atleta          | Qualificazioni | Qualificazioni | Finale    | Finale       | Finale |
| Gara                        | Atleta          | Punteggio      | Pos.           | Punteggio | Punt. totale | Pos.   |
| --------------------------- | --------------- | -------------- | -------------- | --------- | ------------ | ------ |
| Pistola 10 m aria compressa | Nino Salukvadze | 386            | 4              | 101,4     | 487,4        | Bronzo |
| Pistola 25 m                | Nino Salukvadze | 292            | 4              | 288       | 580          | 16     |

## Tiro con l'arco
| Gara                  | Atleta              | Turno di qualificazione | Turno di qualificazione | Turno 1                                  | Turno 2                                   | Ottavi                           | Quarti | Semifinali | Finale |
| Gara                  | Atleta              | Punteggio               | Pos.                    | Turno 1                                  | Turno 2                                   | Ottavi                           | Quarti | Semifinali | Finale |
| --------------------- | ------------------- | ----------------------- | ----------------------- | ---------------------------------------- | ----------------------------------------- | -------------------------------- | ------ | ---------- | ------ |
| Individuale femminile | Kristina Esebua     | 643                     | 17                      | Yūki Hayashi (Giappone) 102(+9)-102(+10) | Elpida Romantzi (Grecia) 102(+9)-102(+10) |                                  |        |            |        |
| Individuale femminile | Khatuna Narimanidze | 663                     | 4                       | Dorji Dema (Bhutan) 107-97               | Leydis Brito (Venezuela) 111-98           | Mariana Avitia (Messico) 108-109 |        |            |        |